# Sania Mirza
Pour les articles homonymes, voir Mirza.
Sania Mirza est une joueuse de tennis indienne, professionnelle de 2003 à  2023, née le 15 novembre 1986 à Bombay.
Sania Mirza est la première Indienne à remporter un titre en simple sur le circuit WTA (à l'Open d'Hyderâbâd en 2005), à jouer le 4e tour d'un tournoi du Grand Chelem (la même année à l'US Open), à s'imposer, en double mixte, dans un des quatre Majeurs (en 2009 aux Internationaux d'Australie avec son compatriote Mahesh Bhupathi) et à devenir no 1 mondiale en double.
Le 27 août 2007, elle se hisse au 27e rang mondial en simple, le meilleur classement de sa carrière et également le meilleur classement atteint par une joueuse indienne. Elle a aussi gagné quarante-et-un tournois en double dames et a atteint la 1re place mondiale du classement dans cette spécialité le 13 avril 2015.
En 2012, à nouveau avec Mahesh Bhupathi, elle gagne le double mixte à Roland-Garros. En 2014, avec le Brésilien Bruno Soares, elle remporte aussi le double mixte à l'US Open.
En 2015, elle gagne le double dames de Wimbledon et celui de l'US Open avec Martina Hingis. Puis en 2016, toujours avec celle-ci, elle s'impose à l'Open d'Australie.
En dehors du circuit professionnel, elle a notamment remporté la médaille d'argent des Jeux du Commonwealth en simple et celle de bronze en double en 2010.
Elle est aussi membre de l'équipe d'Inde de Fed Cup et a également représenté son pays aux Jeux olympiques en 2008, en 2012 et en 2016.

## Carrière

### Débuts
Sania Mirza commence la pratique du tennis à l'âge de six ans. Sur le circuit WTA junior, elle remporte dix titres en simple et douze en double, dont le tournoi de Wimbledon 2003 aux côtés de la Russe Alisa Kleybanova. À 15 ans, elle joue son premier tournoi professionnel senior sur le circuit ITF, en avril 2001, parvenant cette année-là jusqu'en demi-finale au tournoi de New Delhi. Elle participe aux Jeux asiatiques de 2002, où elle remporte une médaille de bronze en double mixte avec Leander Paes.
Dès septembre 2002, elle remporte son premier titre ITF en simple à Hyderâbâd face à Akgul Amanmuradova, puis enchaîne avec deux autres titres à Manille. En février 2003, elle fait ses débuts sur le circuit WTA lors de l'Open d'Hyderâbâd, où elle s'incline au premier tour. Elle participe également aux Jeux afro-asiatiques de 2003, où elle remporte quatre médailles d'or.
Pour sa première année pleine sur le circuit senior, Sania Mirza remporte son premier titre WTA en double dès février 2004 lors de l'Open d'Hyderâbâd aux côtés de la Sud-Africaine Liezel Huber. Durant cette saison, elle remporte également six titres ITF en simple.

### 2005: l'éclosion
Elle fait ses débuts en Grand Chelem lors de l'Open d'Australie 2005, où elle atteint le troisième tour. En février 2005, à l'Open d'Hyderâbâd où elle est tenante du titre en double, elle s'impose en simple en battant notamment les têtes de série Zheng Jie, Maria Kirilenko et Alona Bondarenko en finale. Elle devient alors la première Indienne à s'imposer en simple sur le circuit WTA.
Lors de l'US Open, elle devient la première joueuse de son pays à atteindre les huitièmes de finale en Grand Chelem, en éliminant successivement Mashona Washington, Maria Elena Camerin et Marion Bartoli, avant de s'incliner contre Maria Sharapova.
En septembre, elle atteint les demi-finales de l'Open du Japon en écartant notamment la tête de série no 1 : Vera Zvonareva. Sania Mirza termine la saison 2005 à la 31e place mondiale et elle est récompensée comme révélation de l'année aux WTA Awards.

### 2006 - 2010: huit titres en double et deux finales en simple, premier titre en Grand Chelem
Elle parvient en finale des tournois de Stanford en 2007 et de Pattaya en 2008.
À Stanford elle élimine Tamarine Tanasugarn et Magdaléna Rybáriková sur son passage. À Pattaya elle élimine Tatiana Golovin, Patty Schnyder et Sybille Bammer pour atteindre sa dernière finale en simple.
Avec Liezel Huber, elle obtient deux titres en double en 2006. L'année suivante, elle obtient quatre nouveaux titres avec à chaque fois une partenaire différente : elle décroche le titre à Fès avec Vania King, à Cincinnati avec Bethanie Mattek, à Stanford avec  Shahar Peer, et avec Mara Santangelo à New Heaven. En 2009 elle s'associe à Chuang Chia-Jung et remporte le titre de Ponte Vedra Beach. L'année suivante elle remporte le titre de Guangzhou associée à Edina Gallovits.
La consécration viendra en double mixte, en  Australie, où lors du tournoi majeur, elle remporte son premier titre. Associée à Mahesh Bhupathi, ils éliminent Květa Peschke - Pavel Vízner dès le 1e tour. Puis ils éliminent Anastasia Rodionova associée à Stephen Huss, puis la paire Aleksandra Wozniak - Daniel Nestor, et veta Benešová - Lukáš Dlouhý en demi-finale afin de s'adjuger le titre en finale.

### 2011 - 2014: première finale en double dame en Grand Chelem et deux titres en mixte
Associée à Elena Vesnina, elle arrive jusqu'en finale à  Roland-Garros. Éliminant les paires Gisela Dulko - Flavia Pennetta et Liezel Huber - Lisa Raymond sur leur passage. Par la suite avec la même partenaire elle atteint les demie de l'Open d'Australie, mais aussi de l'US Open avec Zheng Jie en 2013 et avec Cara Black l'année suivante lors du même tournois.
En 2012, elle remporte son second tournoi majeur en mixte. Associée à Mahesh Bhupathi, elle confirme son talent en remportant le tournoi de Roland-Garros. Puis avec Bruno Soares, elle remporte l'US Open l'année suivante.  
En 2011, elle remporte trois titres en double. En 2012, elle en remporte quatre. L'année suivante, elle remporte quatre et en 2014, elle remporte trois titres.

### 2015 - 2016: trois titres en double dames d'affilée en Grand Chelem
En 2015, elle collectionne neuf titres dont huit avec une autre spécialiste du double: Martina Hingis. Avec cette dernière, elle gagne deux titres majeurs en 2015 : Wimbledon et l'US Open. L'année suivante, toujours avec la même partenaire, elle enchaine en remportant cinq titres dont le majeur en Australie. Cette même année, elle remporte trois autres titres.

### 2016-2022: quelques bons résultats en majeur et quelques titres, puis absence de titres
Elle atteint les huitièmes à trois reprises avec Strýcová à l'Open d'Australie 2017, avec Flipkens la même année à Wimbledon. Avec Peng Shuai, elle atteint son meilleur score depuis son dernier titre en majeur en atteignant les demi-finales lors de l'US Open 2017. Et atteint aussi les huitièmes avec Hradecká aux Internationaux de France 2022.
En 2017, elle n'obtient qu'un seul titre avec Bethanie Mattek-Sands (Brisbane), battant Ekaterina Makarova associée d'Elena Vesnina (6-2, 6-3). L'année suivante, elle s'associe à Nadiia Kichenok pour remporter le tournoi d'Hobart, battant Peng Shuai associée à Zhang Shuai en finale (6-4, 6-4). Avec cette dernière, elle remporte le tournoi d'Ostravia 2021, battant Kaitlyn Christian associée à Erin Routliffe (6-2, 6-3).
Après 2021, elle ne décroche plus de titres mais atteint encore trois finales.

### 2023: dernière finale à l'Open d'Australie en double mixte puis retraite
Le 7 janvier 2023, elle annonce prendre sa retraite sportive, après le tournoi de Dubaï, organisé du 19 au 26 février 2023. Elle devait initialement prendre sa retraite après la saison 2022, mais une blessure qu'elle a eue au coude a fait repousser sa décision à 2023.

## En dehors des courts
Musulmane, Sania Mirza se dit pratiquante et prie plusieurs fois par jour. En novembre 2005, Haseeb-ul-hasan Siddiqui, membre du Conseil des oulémas sunnites, lance une fatwa contre elle à cause des tenues, jugées « indécentes », qu'elle porte sur les courts et dans les publicités auxquelles elle participe, au motif que « l'islam n'autorise pas une femme à porter des jupes, des shorts et des hauts sans manches ». Cette fatwa reçoit des soutiens, comme celui de l'organisation Jamiat Ulema-e-Hind (en), mais fait aussi l'objet de critiques de la part d'autres chefs religieux ou spécialistes de l'islam, comme Maulana Wahiduddin Khan (en), président du Centre islamique de New Delhi, Jyotsna Chatterji, membre de l'Église de l'Inde du Nord (en), Haideh Moghissi, professeure à l'Université d'York, ou encore Hafid Ouardiri, porte-parole de la Fondation culturelle islamique de Genève.
Sania Mirza s'est fiancée en juillet 2009 avec l'homme d'affaires indien Mohammed Sohrab Mirza mais le projet de mariage est annulé début 2010. Quelques mois plus tard, en avril, elle se marie avec le joueur de cricket pakistanais Shoaib Malik (en), non sans avoir suscité certaines tensions entre l'Inde et le Pakistan. En avril 2018, alors qu'elle s'est retirée des courts depuis octobre 2017 pour cause de blessure au genou,, Sania Mirza confirme sur Twitter les rumeurs de grossesse qui circulent à son sujet et annonce qu'elle souhaite que le patronyme de l'enfant soit « Mirza-Malik ». Elle se donne alors pour objectif de revenir au haut niveau après sa maternité afin de participer aux Jeux olympiques de 2020 Elle donne naissance à un garçon, Azhaan, le 30 octobre 2018. Elle divorce de Shoaib Malik en 2023.
En 2016, Sania Mirza publie son autobiographie, intitulée Aces Against Odds.
En juillet 2018, elle soutient Mesut Özil, footballeur allemand d'origine turque, lorsque celui-ci décide de ne plus jouer pour la sélection nationale à cause du racisme dont il se dit victime.

## Palmarès

### Titre en simple dames
| No | Date       | Nom et lieu du tournoi    | Catégorie | Dotation  | Surface    | Finaliste        | Score         |          |
| -- | ---------- | ------------------------- | --------- | --------- | ---------- | ---------------- | ------------- | -------- |
| 1  | 07-02-2005 | Hyderabad Open, Hyderabad | Tier IV   | 140 000 $ | Dur (ext.) | Alona Bondarenko | 6-4, 5-7, 6-3 | Parcours |

### Finales en simple dames
| No | Date       | Nom et lieu du tournoi               | Catégorie | Dotation  | Surface    | Vainqueure       | Score         |          |
| -- | ---------- | ------------------------------------ | --------- | --------- | ---------- | ---------------- | ------------- | -------- |
| 1  | 23-08-2005 | Women’s Tennis Classic, Forest Hills | Tier IV   | 74 800 $  | Dur (ext.) | Lucie Šafářová   | 3-6, 7-5, 6-4 | Parcours |
| 2  | 23-07-2007 | Bank of the West Classic, Stanford   | Tier II   | 600 000 $ | Dur (ext.) | Anna Chakvetadze | 6-3, 6-2      | Parcours |
| 3  | 09-02-2009 | PTT Women's Open, Pattaya            | Intern'l  | 220 000 $ | Dur (ext.) | Vera Zvonareva   | 7-5, 6-1      | Parcours |

### Titres en double dames
| No | Date       | Nom et lieu du tournoi                            | Catégorie | Dotation     | Surface      | Partenaire            | Finalistes                                | Score             |          |
| -- | ---------- | ------------------------------------------------- | --------- | ------------ | ------------ | --------------------- | ----------------------------------------- | ----------------- | -------- |
| 1  | 16-02-2004 | ING Vysya Open Hyderabad                          | Tier IV   | 140 000 $    | Dur (ext.)   | Liezel Huber          | Li Ting Sun Tiantian                      | 7-61, 6-4         | Parcours |
| 2  | 13-02-2006 | Bangalore Open Bangalore                          | Tier III  | 175 000 $    | Dur (ext.)   | Liezel Huber          | Anastasia Rodionova Elena Vesnina         | 6-3, 6-3          | Parcours |
| 3  | 18-09-2006 | Sunfeast Open Calcutta                            | Tier III  | 175 000 $    | Dur (int.)   | Liezel Huber          | Yuliya Beygelzimer Yuliana Fedak          | 6-4, 6-0          | Parcours |
| 4  | 14-05-2007 | GP Princesse Lalla Meryem Fès                     | Tier IV   | 145 000 $    | Terre (ext.) | Vania King            | Andreea Ehritt-Vanc Anastasia Rodionova   | 6-1, 6-2          | Parcours |
| 5  | 16-07-2007 | Western & Southern Open Cincinnati                | Tier III  | 175 000 $    | Dur (ext.)   | Bethanie Mattek       | Alina Jidkova Tatiana Poutchek            | 7-64, 7-5         | Parcours |
| 6  | 23-07-2007 | Bank of the West Classic Stanford                 | Tier II   | 600 000 $    | Dur (ext.)   | Shahar Peer           | Victoria Azarenka Anna Chakvetadze        | 6-4, 7-65         | Parcours |
| 7  | 20-08-2007 | Pilot Pen Tennis by Schick New Haven              | Tier II   | 600 000 $    | Dur (ext.)   | Mara Santangelo       | Cara Black Liezel Huber                   | 6-1, 6-2          | Parcours |
| 8  | 06-04-2009 | MPS Group Championships Ponte Vedra Beach         | Intern'l  | 220 000 $    | Terre (ext.) | Chuang Chia-jung      | Květa Peschke Lisa Raymond                | 6-3, 4-6, [10-7]  | Parcours |
| 9  | 13-09-2010 | International Women’s Open Guangzhou              | Intern'l  | 220 000 $    | Dur (ext.)   | Edina Gallovits       | Han Xinyun Liu Wan-Ting                   | 7-5, 6-3          | Parcours |
| 10 | 09-03-2011 | BNP Paribas Open Indian Wells                     | PREMIER*  | 4 500 000 $  | Dur (ext.)   | Elena Vesnina         | Bethanie Mattek-Sands Meghann Shaughnessy | 6-0, 7-5          | Parcours |
| 11 | 04-04-2011 | Family Circle Cup Charleston                      | Premier   | 721 000 $    | Terre (ext.) | Elena Vesnina         | Bethanie Mattek-Sands Meghann Shaughnessy | 6-4, 6-4          | Parcours |
| 12 | 25-07-2011 | Citi Open College Park                            | Intern'l  | 220 000 $    | Dur (ext.)   | Yaroslava Shvedova    | Olga Govortsova Alla Kudryavtseva         | 6-3, 6-3          | Parcours |
| 13 | 06-02-2012 | PTT Open Pattaya                                  | Intern'l  | 220 000 $    | Dur (ext.)   | Anastasia Rodionova   | Chan Hao-Ching Chan Yung-jan              | 3-6, 6-1, [10-8]  | Parcours |
| 14 | 21-05-2012 | Brussels Open Bruxelles                           | Premier   | 637 000 $    | Terre (ext.) | Bethanie Mattek-Sands | Alicja Rosolska Zheng Jie                 | 6-3, 6-2          | Parcours |
| 15 | 31-12-2012 | Brisbane International Brisbane                   | Premier   | 1 000 000 $  | Dur (ext.)   | Bethanie Mattek-Sands | Anna-Lena Grönefeld Květa Peschke         | 4-6, 6-4, [10-7]  | Parcours |
| 16 | 18-02-2013 | Duty Free Tennis Championships Dubaï              | Premier   | 2 000 000 $  | Dur (ext.)   | Bethanie Mattek-Sands | Nadia Petrova Katarina Srebotnik          | 6-4, 2-6, [10-7]  | Parcours |
| 17 | 18-08-2013 | New Haven Open at Yale New Haven                  | Premier   | 690 000 $    | Dur (ext.)   | Zheng Jie             | Anabel Medina Katarina Srebotnik          | 6-3, 6-4          | Parcours |
| 18 | 22-09-2013 | Toray Pan Pacific Open Tokyo                      | Premier 5 | 2 369 000 $  | Dur (ext.)   | Cara Black            | Chan Hao-ching Liezel Huber               | 4-6, 6-0, [11-9]  | Parcours |
| 19 | 28-09-2013 | China Open Pékin                                  | PREMIER*  | 5 185 625 $  | Dur (ext.)   | Cara Black            | Vera Dushevina Arantxa Parra Santonja     | 6-2, 6-2          | Parcours |
| 20 | 28-04-2014 | Portugal Open Oeiras                              | Intern'l  | 250 000 $    | Terre (ext.) | Cara Black            | Eva Hrdinová Valeria Solovieva            | 6-4, 6-3          | Parcours |
| 21 | 15-09-2014 | Toray Pan Pacific Open Tokyo                      | Premier   | 1 000 000 $  | Dur (ext.)   | Cara Black            | Garbiñe Muguruza Carla Suárez Navarro     | 6-2, 7-5          | Parcours |
| 22 | 20-10-2014 | BNP Paribas WTA Finals Singapour                  | Masters   | 6 500 000 $  | Dur (int.)   | Cara Black            | Hsieh Su-wei Peng Shuai                   | 6-1, 6-0          | Parcours |
| 23 | 11-01-2015 | Apia International Sydney Sydney                  | Premier   | 731 000 $    | Dur (ext.)   | Bethanie Mattek-Sands | Raquel Kops-Jones Abigail Spears          | 6-3, 6-3          | Parcours |
| 24 | 11-03-2015 | BNP Paribas Open Indian Wells                     | PREMIER*  | 5 381 235 $  | Dur (ext.)   | Martina Hingis        | Ekaterina Makarova Elena Vesnina          | 6-3, 6-4          | Parcours |
| 25 | 23-03-2015 | Miami Open presented by Itaú Miami                | PREMIER*  | 5 381 235 $  | Dur (ext.)   | Martina Hingis        | Ekaterina Makarova Elena Vesnina          | 7-5, 6-1          | Parcours |
| 26 | 06-04-2015 | Family Circle Cup Charleston                      | Premier   | 731 000 $    | Terre (ext.) | Martina Hingis        | Casey Dellacqua Darija Jurak              | 6-0, 6-4          | Parcours |
| 27 | 29-06-2015 | The Championships Wimbledon                       | G. Chelem | 20 458 117 $ | Gazon (ext.) | Martina Hingis        | Ekaterina Makarova Elena Vesnina          | 5-7, 7-64, 7-5    | Parcours |
| 28 | 31-08-2015 | US Open Flushing Meadows                          | G. Chelem | 20 102 700 $ | Dur (ext.)   | Martina Hingis        | Casey Dellacqua Yaroslava Shvedova        | 6-3, 6-3          | Parcours |
| 29 | 21-09-2015 | International Women's Open Guangzhou              | Intern'l  | 250 000 $    | Dur (ext.)   | Martina Hingis        | Xu Shilin You Xiaodi                      | 6-3, 6-1          | Parcours |
| 30 | 27-09-2015 | Dongfeng Motor Wuhan Open Wuhan                   | Premier 5 | 2 513 000 $  | Dur (ext.)   | Martina Hingis        | Irina-Camelia Begu Monica Niculescu       | 6-2, 6-3          | Parcours |
| 31 | 03-10-2015 | China Open Pékin                                  | PREMIER*  | 4 749 040 $  | Dur (ext.)   | Martina Hingis        | Chan Hao-ching Chan Yung-jan              | 6-79, 6-1, [10-8] | Parcours |
| 32 | 25-10-2015 | BNP Paribas WTA Finals by SC Global Singapour     | Masters   | 7 000 000 $  | Dur (int.)   | Martina Hingis        | Garbiñe Muguruza Carla Suárez Navarro     | 6-0, 6-3          | Parcours |
| 33 | 03-01-2016 | Brisbane International by Suncorp Brisbane        | Premier   | 1 000 000 $  | Dur (ext.)   | Martina Hingis        | Angelique Kerber Andrea Petkovic          | 7-5, 6-1          | Parcours |
| 34 | 10-01-2016 | Apia International Sydney Sydney                  | Premier   | 753 000 $    | Dur (ext.)   | Martina Hingis        | Caroline Garcia Kristina Mladenovic       | 1-6, 7-5, [10-5]  | Parcours |
| 35 | 18-01-2016 | Australian Open Melbourne                         | G. Chelem | 14 835 728 $ | Dur (ext.)   | Martina Hingis        | Andrea Hlaváčková Lucie Hradecká          | 7-61, 6-3         | Parcours |
| 36 | 08-02-2016 | St. Petersburg Ladies Trophy Saint-Pétersbourg    | Premier   | 753 000 $    | Dur (int.)   | Martina Hingis        | Vera Dushevina Barbora Krejčíková         | 6-3, 6-1          | Parcours |
| 37 | 09-05-2016 | Internazionali BNL d'Italia Rome                  | Premier 5 | 2 399 000 $  | Terre (ext.) | Martina Hingis        | Ekaterina Makarova Elena Vesnina          | 6-1, 65-7, [10-3] | Parcours |
| 38 | 15-08-2016 | Western & Southern Open Cincinnati                | Premier 5 | 2 804 000 $  | Dur (ext.)   | Barbora Strýcová      | Martina Hingis Coco Vandeweghe            | 7-5, 6-4          | Parcours |
| 39 | 21-08-2016 | Connecticut Open by United Technologies New Haven | Premier   | 695 900 $    | Dur (ext.)   | Monica Niculescu      | Kateryna Bondarenko Chuang Chia-jung      | 7-5, 6-4          | Parcours |
| 40 | 19-09-2016 | Toray Pan Pacific Open Tokyo                      | Premier   | 885 500 $    | Dur (ext.)   | Barbora Strýcová      | Liang Chen Yang Zhaoxuan                  | 6-1, 6-1          | Parcours |
| 41 | 01-01-2017 | Brisbane International Brisbane                   | Premier   | 1 000 000 $  | Dur (ext.)   | Bethanie Mattek-Sands | Ekaterina Makarova Elena Vesnina          | 6-2, 6-3          | Parcours |
| 42 | 13-01-2020 | Hobart International Hobart                       | Intern'l  | 251 750 $    | Dur (ext.)   | Nadiia Kichenok       | Peng Shuai Zhang Shuai                    | 6-4, 6-4          | Parcours |
| 43 | 20-09-2021 | Ostrava Open Ostrava                              | WTA 500   | 565 530 $    | Dur (int.)   | Zhang Shuai           | Kaitlyn Christian Erin Routliffe          | 6-3, 6-2          | Parcours |

### Finales en double dames
| No | Date       | Nom et lieu du tournoi                    | Catégorie | Dotation     | Surface      | Vainqueures                            | Partenaire             | Score            |          |
| -- | ---------- | ----------------------------------------- | --------- | ------------ | ------------ | -------------------------------------- | ---------------------- | ---------------- | -------- |
| 1  | 03-04-2006 | Bausch & Lomb Championships Amelia Island | Tier II   | 600 000 $    | Terre (ext.) | Shinobu Asagoe Katarina Srebotnik      | Liezel Huber           | 6-2, 6-4         | Parcours |
| 2  | 22-05-2006 | Istanbul Cup Istanbul                     | Tier III  | 200 000 $    | Terre (ext.) | Alona Bondarenko Anastasiya Yakimova   | Alicia Molik           | 6-2, 6-4         | Parcours |
| 3  | 18-07-2006 | Western & Southern Open Cincinnati        | Tier III  | 175 000 $    | Dur (ext.)   | Maria Elena Camerin Gisela Dulko       | Marta Domachowska      | 6-4, 3-6, 6-2    | Parcours |
| 4  | 21-05-2007 | Istanbul Cup Istanbul                     | Tier III  | 200 000 $    | Terre (ext.) | Agnieszka Radwańska Urszula Radwańska  | Chan Yung-jan          | 6-1, 6-3         | Parcours |
| 5  | 22-05-2011 | Roland-Garros Paris                       | G. Chelem | 10 676 582 $ | Terre (ext.) | Andrea Hlaváčková Lucie Hradecká       | Elena Vesnina          | 6-4, 6-3         | Parcours |
| 6  | 20-02-2012 | Duty Free Tennis Championships Dubaï      | Premier   | 2 000 000 $  | Dur (ext.)   | Liezel Huber Lisa Raymond              | Elena Vesnina          | 6-2, 6-1         | Parcours |
| 7  | 07-03-2012 | BNP Paribas Open Indian Wells             | PREMIER*  | 5 536 664 $  | Dur (ext.)   | Liezel Huber Lisa Raymond              | Elena Vesnina          | 6-2, 6-3         | Parcours |
| 8  | 29-09-2012 | China Open Pékin                          | PREMIER*  | 4 828 050 $  | Dur (ext.)   | Ekaterina Makarova Elena Vesnina       | Nuria Llagostera Vives | 7-5, 7-5         | Parcours |
| 9  | 22-04-2013 | Porsche Tennis Grand Prix Stuttgart       | Premier   | 795 707 $    | Terre (int.) | Mona Barthel Sabine Lisicki            | Bethanie Mattek-Sands  | 6-4, 7-5         | Parcours |
| 10 | 03-03-2014 | BNP Paribas Open Indian Wells             | PREMIER*  | 5 946 740 $  | Dur (ext.)   | Hsieh Su-wei Peng Shuai                | Cara Black             | 7-65, 6-2        | Parcours |
| 11 | 21-04-2014 | Porsche Tennis Grand Prix Stuttgart       | Premier   | 710 000 $    | Terre (int.) | Sara Errani Roberta Vinci              | Cara Black             | 6-2, 6-3         | Parcours |
| 12 | 04-08-2014 | Coupe Rogers Montréal                     | Premier 5 | 2 440 070 $  | Dur (ext.)   | Sara Errani Roberta Vinci              | Cara Black             | 7-64, 6-3        | Parcours |
| 13 | 27-09-2014 | China Open Pékin                          | PREMIER*  | 5 427 105 $  | Dur (ext.)   | Andrea Hlaváčková Peng Shuai           | Cara Black             | 6-4, 6-4         | Parcours |
| 14 | 23-02-2015 | Qatar Total Open 2015 Doha                | Premier   | 731 000 $    | Dur (ext.)   | Raquel Kops-Jones Abigail Spears       | Hsieh Su-wei           | 6-4, 6-4         | Parcours |
| 15 | 11-05-2015 | Internazionali BNL d'Italia Rome          | Premier 5 | 2 707 664 $  | Terre (ext.) | Tímea Babos Kristina Mladenovic        | Martina Hingis         | 6-4, 6-3         | Parcours |
| 16 | 18-04-2016 | Porsche Tennis Grand Prix Stuttgart       | Premier   | 759 000 $    | Terre (int.) | Caroline Garcia Kristina Mladenovic    | Martina Hingis         | 2-6, 6-1, [10-6] | Parcours |
| 17 | 30-04-2016 | Mutua Madrid Open Madrid                  | PREMIER*  | 4 771 360 $  | Terre (ext.) | Caroline Garcia Kristina Mladenovic    | Martina Hingis         | 6-4, 6-4         | Parcours |
| 18 | 25-09-2016 | Dongfeng Motor Wuhan Open Wuhan           | Premier 5 | 2 589 000 $  | Dur (ext.)   | Bethanie Mattek-Sands Lucie Šafářová   | Barbora Strýcová       | 6-1, 6-4         | Parcours |
| 19 | 08-01-2017 | Apia International Sydney Sydney          | Premier   | 776 000 $    | Dur (ext.)   | Tímea Babos Anastasia Pavlyuchenkova   | Barbora Strýcová       | 6-4, 6-4         | Parcours |
| 20 | 21-03-2017 | Miami Open presented by Itaú Miami        | PREMIER*  | 7 669 423 $  | Dur (ext.)   | Gabriela Dabrowski Xu Yifan            | Barbora Strýcová       | 6-4, 6-3         | Parcours |
| 21 | 22-08-2021 | Tennis in the Land Open Cleveland         | WTA 250   | 235 238 $    | Dur (ext.)   | Shuko Aoyama Ena Shibahara             | Christina McHale       | 7-5, 6-3         | Parcours |
| 22 | 04-04-2022 | Credit One Charleston Open Charleston     | WTA 500   | 888 636 $    | Terre (ext.) | Andreja Klepač Magda Linette           | Lucie Hradecká         | 6-2, 4-6, [10-7] | Parcours |
| 23 | 15-05-2022 | Internationaux de Strasbourg Strasbourg   | WTA 250   | 203 024 €    | Terre (ext.) | Nicole Melichar-Martinez Daria Saville | Lucie Hradecká         | 5-7, 7-5, [10-6] | Parcours |

### Titres en double mixte
| No | Date       | Nom et lieu du tournoi    | Catégorie | Dotation     | Surface      | Partenaire      | Finalistes                             | Score            |          |
| -- | ---------- | ------------------------- | --------- | ------------ | ------------ | --------------- | -------------------------------------- | ---------------- | -------- |
| 1  | 19-01-2009 | Australian Open Melbourne | G. Chelem | 7 262 973 $  | Dur (ext.)   | Mahesh Bhupathi | Nathalie Dechy Andy Ram                | 6-3, 6-1         | Parcours |
| 2  | 27-05-2012 | Roland-Garros Paris       | G. Chelem | 11 315 740 $ | Terre (ext.) | Mahesh Bhupathi | Klaudia Jans-Ignacik Santiago González | 7-63, 6-1        | Parcours |
| 3  | 25-08-2014 | US Open Flushing Meadows  | G. Chelem | 18 102 000 $ | Dur (ext.)   | Bruno Soares    | Abigail Spears Santiago González       | 6-1, 2-6, [11-9] | Parcours |

### Finales en double mixte
| No | Date       | Nom et lieu du tournoi    | Catégorie | Dotation     | Surface      | Vainqueures                       | Partenaire      | Score            |          |
| -- | ---------- | ------------------------- | --------- | ------------ | ------------ | --------------------------------- | --------------- | ---------------- | -------- |
| 1  | 14-01-2008 | Australian Open Melbourne | G. Chelem | 8 000 000 $  | Dur (ext.)   | Sun Tiantian Nenad Zimonjić       | Mahesh Bhupathi | 7-64, 6-4        | Parcours |
| 2  | 13-01-2014 | Australian Open Melbourne | G. Chelem | 13 615 654 $ | Dur (ext.)   | Kristina Mladenovic Daniel Nestor | Horia Tecău     | 6-3, 6-2         | Parcours |
| 3  | 26-05-2016 | Roland Garros Paris       | G. Chelem | 431 000 $    | Terre (ext.) | Martina Hingis Leander Paes       | Ivan Dodig      | 4-6, 6-4, [10-8] | Parcours |
| 4  | 16-01-2017 | Australian Open Melbourne | G. Chelem | NC           | Dur (ext.)   | Abigail Spears J. S. Cabal        | Ivan Dodig      | 6-2, 6-4         | Parcours |
| 5  | 16-01-2023 | Australian Open Melbourne | G. Chelem | NC           | Dur (ext.)   | Luisa Stefani Rafael Matos        | Rohan Bopanna   | 7-6, 6-2         | Parcours |

## Parcours en Grand Chelem

### En simple dames
| Année | Open d'Australie | Open d'Australie   | Internationaux de France | Internationaux de France | Wimbledon       | Wimbledon           | US Open         | US Open             |
| ----- | ---------------- | ------------------ | ------------------------ | ------------------------ | --------------- | ------------------- | --------------- | ------------------- |
| 2005  | 3e tour (1/16)   | Serena Williams    | 1er tour (1/64)          | Gisela Dulko             | 2e tour (1/32)  | Svetlana Kuznetsova | 1/8 de finale   | Maria Sharapova     |
| 2006  | 2e tour (1/32)   | Michaëlla Krajicek | 1er tour (1/64)          | Anastasia Myskina        | 1er tour (1/64) | Elena Dementieva    | 2e tour (1/32)  | Francesca Schiavone |
| 2007  | 2e tour (1/32)   | Aiko Nakamura      | 2e tour (1/32)           | Ana Ivanović             | 2e tour (1/32)  | Nadia Petrova       | 3e tour (1/16)  | Anna Chakvetadze    |
| 2008  | 3e tour (1/16)   | Venus Williams     | —                        | —                        | 2e tour (1/32)  | M. J. Martínez      | —               | —                   |
| 2009  | 2e tour (1/32)   | Nadia Petrova      | 1er tour (1/64)          | Galina Voskoboeva        | 2e tour (1/32)  | Sorana Cîrstea      | 2e tour (1/32)  | Flavia Pennetta     |
| 2010  | 1er tour (1/64)  | Aravane Rezaï      | —                        | —                        | 1er tour (1/64) | Angelique Kerber    | 2e tour (1/32)  | A. Pavlyuchenkova   |
| 2011  | 1er tour (1/64)  | Justine Henin      | 2e tour (1/32)           | Agnieszka Radwańska      | 1er tour (1/64) | Virginie Razzano    | 1er tour (1/64) | Shahar Peer         |
| 2012  | 1er tour (1/64)  | Tsvetana Pironkova | —                        | —                        | —               | —                   | —               | —                   |

N.B. : à droite du résultat se trouve le nom de l'ultime adversaire.

### En double dames
| Année | Open d'Australie                                                                        | Open d'Australie                                                                   | Internationaux de France                                                      | Internationaux de France                                                        | Wimbledon                                                                        | Wimbledon                                                                  | US Open | US Open |
| ----- | --------------------------------------------------------------------------------------- | ---------------------------------------------------------------------------------- | ----------------------------------------------------------------------------- | ------------------------------------------------------------------------------- | -------------------------------------------------------------------------------- | -------------------------------------------------------------------------- | ------- | ------- |
| 2005  | —                                                                                       | —                                                                                  | 2e tour (1/16) Chakvetadze \|\| style="text-align:left;" \| Yan Zheng         | 1er tour (1/32) Chakvetadze \|\| style="text-align:left;" \| Jidkova Perebiynis | 1er tour (1/32) Stewart \|\| style="text-align:left;" \| Loit Pratt              |                                                                            |         |         |
| 2006  | 1er tour (1/32) Morariu \|\| style="text-align:left;" \| Kuznetsova Mauresmo            | 1/8 de finale Husárová \|\| style="text-align:left;" \| Daniilídou Medina          | 2e tour (1/16) Krajicek \|\| style="text-align:left;" \| Dementieva Pennetta  | 1/8 de finale Huber \|\| style="text-align:left;" \| Peschke Schiavone          |                                                                                  |                                                                            |         |         |
| 2007  | 1/8 de finale Medina \|\| style="text-align:left;" \| Hantuchová Sugiyama               | 1er tour (1/32) Birnerová \|\| style="text-align:left;" \| Raymond Stosur          | 1/8 de finale Peer \|\| style="text-align:left;" \| Raymond Stosur            | 1/4 de finale B. Mattek \|\| style="text-align:left;" \| Chan Chuang            |                                                                                  |                                                                            |         |         |
| 2008  | 1/8 de finale Molik \|\| style="text-align:left;" \| Azarenka Peer                      | —                                                                                  | —                                                                             | 1/4 de finale B. Mattek \|\| style="text-align:left;" \| Williams               | —                                                                                | —                                                                          |         |         |
| 2009  | 1er tour (1/32) King \|\| style="text-align:left;" \| Dushevina Savchuk                 | 2e tour (1/16) Chuang \|\| style="text-align:left;" \| Radwańska                   | 2e tour (1/16) Chuang \|\| style="text-align:left;" \| Kudryavtseva Niculescu | 2e tour (1/16) Schiavone \|\| style="text-align:left;" \| Dulko Peer            |                                                                                  |                                                                            |         |         |
| 2010  | 1/8 de finale Ruano \|\| style="text-align:left;" \| Kleybanova Schiavone               | —                                                                                  | —                                                                             | 2e tour (1/16) Wozniacki \|\| style="text-align:left;" \| Black Hantuchová      | 1er tour (1/32) Dushevina \|\| style="text-align:left;" \| Kleybanova Makarova   |                                                                            |         |         |
| 2011  | 1er tour (1/32) Voráčová \|\| style="text-align:left;" \| Dulko Pennetta                | Finale Vesnina                                                                     | Hlaváčková Hradecká                                                           | 1/2 finale Vesnina \|\| style="text-align:left;" \| Peschke Srebotnik           | 1/8 de finale Vesnina \|\| style="text-align:left;" \| Benešová Strýcová         |                                                                            |         |         |
| 2012  | 1/2 finale Vesnina \|\| style="text-align:left;" \| Kuznetsova Zvonareva                | 1er tour (1/32) B. Mattek \|\| style="text-align:left;" \| Bratchikova Gallovits   | 1/8 de finale B. Mattek \|\| style="text-align:left;" \| Williams             | 1/8 de finale B. Mattek \|\| style="text-align:left;" \| Errani Vinci           |                                                                                  |                                                                            |         |         |
| 2013  | 1er tour (1/32) B. Mattek \|\| style="text-align:left;" \| Soler Suárez                 | 1/8 de finale B. Mattek \|\| style="text-align:left;" \| Pavlyuchenkova Šafářová   | 1/8 de finale Huber \|\| style="text-align:left;" \| Aoyama Scheepers         | 1/2 finale Zheng \|\| style="text-align:left;" \| Barty Dellacqua               |                                                                                  |                                                                            |         |         |
| 2014  | 1/4 de finale Black \|\| style="text-align:left;" \| Errani Vinci                       | 1/4 de finale Black \|\| style="text-align:left;" \| Hsieh Peng                    | 2e tour (1/16) Black \|\| style="text-align:left;" \| Pavlyuchenkova Šafářová | 1/2 finale Black \|\| style="text-align:left;" \| Hingis Pennetta               |                                                                                  |                                                                            |         |         |
| 2015  | 2e tour (1/16) Hsieh \|\| style="text-align:left;" \| Dabrowski Rosolska                | 1/4 de finale Hingis \|\| style="text-align:left;" \| B. Mattek Šafářová           | Victoire Hingis                                                               | Makarova Vesnina                                                                | Victoire Hingis                                                                  | Dellacqua Shvedova                                                         |         |         |
| 2016  | Victoire Hingis                                                                         | Hlaváčková Hradecká                                                                | 1/8 de finale Hingis \|\| style="text-align:left;" \| Krejčíková Siniaková    | 1/4 de finale Hingis \|\| style="text-align:left;" \| Babos Shvedova            | 1/4 de finale Strýcová \|\| style="text-align:left;" \| Garcia Mladenovic        |                                                                            |         |         |
| 2017  | 1/8 de finale Strýcová \|\| style="text-align:left;" \| Hozumi Kato                     | 1er tour (1/32) Shvedova \|\| style="text-align:left;" \| Gavrilova Pavlyuchenkova | 1/8 de finale Flipkens \|\| style="text-align:left;" \| Chan Hingis           | 1/2 finale Peng \|\| style="text-align:left;" \| Chan Hingis                    |                                                                                  |                                                                            |         |         |
|       |                                                                                         |                                                                                    |                                                                               |                                                                                 |                                                                                  |                                                                            |         |         |
| 2020  | 1er tour (1/32) Kichenok \|\| style="text-align:left;" \| Han Zhu                       | —                                                                                  | —                                                                             | Annulé                                                                          | Annulé                                                                           | —                                                                          | —       |         |
| 2021  | —                                                                                       | —                                                                                  | —                                                                             | —                                                                               | 2e tour (1/16) Mattek-Sands \|\| style="text-align:left;" \| Kudermetova Vesnina | 1er tour (1/32) Vandeweghe \|\| style="text-align:left;" \| Kichenok Olaru |         |         |
| 2022  | 1er tour (1/32) Kichenok \|\| style="text-align:left;" \| Juvan Zidanšek                | 1/8 de finale Hradecká \|\| style="text-align:left;" \| Gauff Pegula               | 1er tour (1/32) Hradecká \|\| style="text-align:left;" \| Fręch Haddad Maia   | —                                                                               | —                                                                                |                                                                            |         |         |
| 2023  | 2e tour (1/16) A. Danilina \|\| style="text-align:left;" \| A. Kalinina A. Van Uytvanck |                                                                                    |                                                                               |                                                                                 |                                                                                  |                                                                            |         |         |

N.B. : le nom de la partenaire se trouve sous le résultat ; le nom des ultimes adversaires se trouve à droite.

### En double mixte
N.B. : le nom du partenaire se trouve sous le résultat ; le nom des ultimes adversaires se trouve à droite.

## Parcours en «Premier Mandatory» et «Premier 5»
Découlant d'une réforme du circuit WTA inaugurée en 2009, les tournois WTA « Premier Mandatory » et « Premier 5 » constituent les catégories d'épreuves les plus prestigieuses, après les quatre levées du Grand Chelem.

### En simple dames
| Année |       |                 |                           |                             |                              |                            |            |       |             |       |                          |                          |
| Doha  | Dubaï | Indian Wells    | Miami                     | Madrid                      | Rome                         | Canada                     | Cincinnati | Pékin |             | Tokyo |                          |                          |
| Doha  | Dubaï | Indian Wells    | Miami                     | Madrid                      | Rome                         | Canada                     | Cincinnati | Pékin | Guadalajara |       |                          |                          |
| Doha  | Dubaï | Indian Wells    | Miami                     | Madrid                      | Rome                         | Canada                     | Cincinnati | Pékin |             |       |                          |                          |
| 2009  |       | Hors calendrier | 2e tour (1/16) K. Kanepi  | 2e tour (1/32) F. Pennetta  | 1er tour (1/64) M. Johansson |                            |            |       |             |       | 1er tour (1/32) Zheng J. | 1er tour (1/32) Zheng J. |
| 2010  |       | Hors calendrier | 1er tour (1/32) A. Medina |                             |                              |                            |            |       |             |       |                          |                          |
| 2011  |       | Hors catégorie  | 2e tour (1/16) A. Morita  | 2e tour (1/32) D. Cibulková | 2e tour (1/32) M. Kirilenko  | 1er tour (1/32) E. Vesnina |            |       |             |       |                          |                          |
| 2012  |       |                 | Hors catégorie            | 2e tour (1/32) A. Medina    |                              |                            |            |       |             |       |                          |                          |

Sous le résultat, l’ultime adversaire.
1. 1 2   Les tournois de Doha et Dubaï alternent le statut de tournoi WTA 1000 (ex Premier 5) entre 2009 et 2023 : les trois premières éditions ont lieu à Dubaï, les trois suivantes à Doha, puis Dubaï accueille le tournoi de cette catégorie les années impaires et Dubaï les années paires. De 2011 à 2023, la ville qui n’accueille pas de WTA 1000 organise à la place un tournoi WTA 500 (ex Premier).
2. 1 2 3 4 5 6 7   L’ordre de déroulement des tournois a évolué depuis 2009 : Rome se dispute avant Madrid et Cincinnati avant Montréal/Toronto jusqu’en 2010, tandis que Tokyo/Wuhan/Guadalajara ont lieu avant Pékin jusqu’en 2023.

## Parcours aux Masters

### En double dames
| # | Date       | Nom de l'édition                              | ($)       | Surface    | Résultat   | Partenaire     | Ultimes adversaires                   | Score            |          |
| - | ---------- | --------------------------------------------- | --------- | ---------- | ---------- | -------------- | ------------------------------------- | ---------------- | -------- |
| 1 | 20/10/2014 | BNP Paribas WTA Finals Singapour              | 6 500 000 | Dur (int.) | Victoire   | Cara Black     | Hsieh Su-wei Peng Shuai               | 6-1, 6-0         | Parcours |
| 2 | 25/10/2015 | BNP Paribas WTA Finals by SC Global Singapour | 7 000 000 | Dur (int.) | Victoire   | Martina Hingis | Garbiñe Muguruza Carla Suárez Navarro | 6-0, 6-3         | Parcours |
| 3 | 23/10/2016 | BNP Paribas WTA Finals by SC Global Singapour | 7 000 000 | Dur (int.) | 1/2 finale | Martina Hingis | Ekaterina Makarova Elena Vesnina      | 3-6, 6-2, [10-6] | Parcours |

## Parcours aux Jeux olympiques

### En simple dames
| # | Date       | Nom de l'olympiade         | Surface    | Résultat        | Ultime adversaire | Score         |          |
| - | ---------- | -------------------------- | ---------- | --------------- | ----------------- | ------------- | -------- |
| 1 | 11/08/2008 | Olympic Tennis Event Pékin | Dur (ext.) | 1er tour (1/32) | Iveta Benešová    | 6-1, 2-1, ab. | Parcours |

### En double dames
| # | Date       | Nom de l'olympiade                  | Surface      | Résultat        | Partenaire          | Ultimes adversaires               | Score             |          |
| - | ---------- | ----------------------------------- | ------------ | --------------- | ------------------- | --------------------------------- | ----------------- | -------- |
| 1 | 11/08/2008 | Olympic Tennis Event Pékin          | Dur (ext.)   | 2e tour (1/8)   | Sunitha Rao         | Svetlana Kuznetsova Dinara Safina | 6-4, 6-4          | Parcours |
| 2 | 28/07/2012 | Olympic Tennis Event Wimbledon      | Gazon (ext.) | 1er tour (1/16) | Rushmi Chakravarthi | Chuang Chia-jung Hsieh Su-wei     | 6-1, 3-6, 6-1     | Parcours |
| 3 | 06/08/2016 | Olympic Tennis Event Rio de Janeiro | Dur (ext.)   | 1er tour (1/16) | Prarthana Thombare  | Peng Shuai Zhang Shuai            | 7-66, 5-7, 7-5    | Parcours |
| 4 | 31/07/2021 | Olympic Tennis Event Tokyo          | Dur (ext.)   | 1er tour (1/16) | Ankita Raina        | Lyudmyla Kichenok Nadiia Kichenok | 0-6, 7-60, [10-8] | Parcours |

### En double mixte
| # | Date       | Nom de l'olympiade                  | Surface      | Résultat      | Partenaire    | Ultimes adversaires          | Score            |          |
| - | ---------- | ----------------------------------- | ------------ | ------------- | ------------- | ---------------------------- | ---------------- | -------- |
| 1 | 28/07/2012 | Olympic Tennis Event Wimbledon      | Gazon (ext.) | 1/4 de finale | Leander Paes  | Max Mirnyi Victoria Azarenka | 7-5, 7-65        | Parcours |
| 2 | 06/08/2016 | Olympic Tennis Event Rio de Janeiro | Dur (ext.)   | 1/2 finale    | Rohan Bopanna | Venus Williams Rajeev Ram    | 2-6, 6-2, [10-3] | Parcours |

## Classements WTA en fin de saison
| Année          | 2001 | 2002 | 2003 | 2004 | 2005 | 2006 | 2007 | 2008 | 2009 | 2010 | 2011 | 2012 | 2013 | 2014 | 2015 | 2016 | 2017 |  | 2020 | 2021 | 2022 |
| Rang en simple | 987  | 837  | 399  | 206  | 31   | 66   | 32   | 99   | 58   | 166  | 88   | 280  | –    | –    | –    | –    | –    |  | –    | –    | –    |
| Rang en double | –    | 955  | 346  | 178  | 111  | 24   | 18   | 61   | 37   | 61   | 11   | 12   | 9    | 6    | 1    | 1    | 12   |  | 237  | 62   | 24   |

Source : (en) Classements de Sania Mirza sur le site officiel de la Fédération internationale de tennis

### Périodes au rang de numéro un mondiale
| # | Précédée par              | Dates                   | Suivie par            | Nombre de semaines | Cumul |
| - | ------------------------- | ----------------------- | --------------------- | ------------------ | ----- |
| 1 | Roberta Vinci Sara Errani | 13/04/2015 - 08/01/2017 | Bethanie Mattek-Sands | 91                 | 91    |